# Catopuma temminckii
El gato dorado asiático (Catopuma temminckii, previamente en el género Profelis y en Felis),  también llamado  gato dorado de Temminck,  es una especie de mamífero carnívoro de la familia Felidae de media alzada, mide 90 cm de longitud, más 50 cm de la cola, pesando de 12 a 16 kg.  En cautiverio puede vivir  20 años,  en estado salvaje bastante menos.  Mientras su piel es mayormente rojizo de zorro o pardo dorado, se pueden encontrar variantes negro o gris. Normalmente, su pelaje es liso, salvo por algunas manchas en su vientre.  Sin embargo, en China hay una variante de color con manchas parecidas  al leopardo. Este manchado es un carácter recesivo, i.e. cuando se cruzan un manchado y uno liso, el cachorro segrega liso.

## Distribución y hábitat
Viven en el Sudeste asiático, Tíbet, Nepal, sur de China, India, Sumatra.  Prefiere hábitats selváticos con áreas rocosas, y también aparece en bosques caducifolios y subtropicales siempreverdes.  Ocasionalmente ha sido hallado en terrenos abiertos. Vive hasta los 3.000 m s. n. m. en el Himalaya.

## Conducta
No mucho se conoce de este elusivo predador, y la mayoría de sus conductas se han visto en cautiverio.  Previas observaciones sugieren que es principalmente nocturno, pero recientes estudios en dos especímenes muestran patrones arrítmicos de actividad.  Se piensa que es solitario. Vocaliza mucho, puede sisear, gorgotear, gruñir. Otros métodos de comunicación observados en cautiverio son las marcas de orina, rayado de árboles, y el frotado de su cabeza contra varios objetos.
El área de distribución de dos gatos dorados con radio collar en el Parque Nacional Phu Khieu de Tailandia era de 33 km² (hembra) y 48 km² (macho), y se superponían significativamente. En Sumatra, una hembra con collar de radio pasó una parte significativa del tiempo fuera del área protegida en pequeños parches de bosque remanente ubicados entre las plantaciones de café.

### Hábitos de caza y alimentación
Prefiere cazar en el suelo, pero no desecha trepar para capturar presas. Pueden cazar en pareja cuando persiguen animales grandes. Cuando caza, adopta las típicas posiciones de felino. Se alimenta de aves, liebres, lagartos, roedores, otros pequeños mamíferos, y ocasionalmente jóvenes ciervos,  y se cree que se adapta mucho a cambios en la dieta. En el norte de Laos, tras el análisis de 49 heces, se determino que los gatos dorados asiáticos consumían principalmente ungulados (35 % de biomasa consumida), roedores múridos (23 %) y carnívoros (15 %); Los gatos dorados asiáticos no fueron aleatorios en su consumo de ungulados, porque el muntiaco (Muntiacus spp.) fue consumido selectivamente sobre los ungulados más grandes, lo que indica que el muntiaco fue depredado en lugar de ser carroñero. En un bosque lluvioso primario de Malasia peninsular, se analizaron 15 heces de gatos dorados asiáticos, los mamíferos tomados por este felino fueron roedores (múridos, puercoespines asiáticos de cola de cepillo y ratones arborícolas), ciervos ratón (Tragulus spp.) y la presa más grande capturada fue el langur de anteojos (Trachypithecus obscurus), seguido de lagartos, serpientes y aves respectivamente. En las montañas del suroeste de China se analizaron 10 heces de gatos dorados asiáticos, la dieta estaba compuesta por 15 taxones de mamíferos (seis órdenes) y cinco taxones de aves (dos órdenes). Los taxones de presa del gato dorado asiático más comunes fueron el tragopan de Temminck (% FC = 60%), la rata de bambú china (Rhizomys sinensis; 40%) y las picas (30%). Otros taxones que se encuentran en el 10 % de las muestras del gato dorado asiático incluyeron la rata china de vientre blanco (20 %) y especies carnívoras indeterminadas (20 %). Las especies de los órdenes Rodentia (%TX= 31%) y Galliformes (23%) fueron las presas más dominantes del gato dorado asiático por proporción de ocurrencia. En Birmania, los mamíferos fueron las especies de presa dominantes del gato dorado asiático en la estación seca de esta área de estudio. Se encontraron pelos y huesos de mamíferos en excrementos recogidos. De 14 excrementos, se observaron incisivos de roedores. Las serpientes constituían el 21 %, mientras que las lagartijas representaban menos del 7 %. Sorprendentemente, no se encontraron plumas en los excrementos de gatos dorados asiáticos en el área de estudio. En Malasia, el contenido estomacal de cuatro especímenes atropellados examinados por Lim (2002) incluía una rata, un lagarto, una civeta de las palmeras común (Paradoxurus hermaphroditus) y un ciervo ratón. Un excremento confirmado de un gato dorado asiático en Tailandia contenía una ardilla (Menetes berdmorei; Grassman et al. 2005a). En cautiverio, quitan las plumas a grandes pájaros antes de comerlos. Hay reportes de carroñear, una conducta no comúnmente vista en felinos. Raramente, caza cerca de asentamientos humanos o ganado.

## Competencia
Los gatos dorados asiáticos son suprimidos por los leopardos en zonas donde ambos conviven. Según datos, del área de Ganzi, en el oeste de Sichuan, donde los leopardos y los gatos dorados se distribuyen en el mismo dominio, si la densidad de leopardos es alta, la del gato dorado será relativamente baja y así el gato dorado evitará al leopardo. Esta también es una relación de comportamiento típica entre los carnívoros. Cuando los principales depredadores como los tigres y los leopardos desaparecen, los gatos dorados asiáticos pueden "superar" y reemplazar parcialmente sus roles. Los felinos pequeños, como el gato leopardo, suelen evitar la competencia directa con los gatos dorados asiáticos a través de la alimentación, prefiriendo principalmente roedores y pequeñas aves. En Tailandia, Los gatos dorados asiáticos tenían rangos más grandes que los panteras nebulosos, aunque eran similares en tamaño corporal. En contraste con las panteras nebulosas, los movimientos del gato dorado asiático no se agruparon alrededor de áreas centrales pequeñas y uso del espacio dentro del área de distribución era relativamente uniforme. Distancias medias de movimiento diario (1.717 m) y la actividad (56%) fueron similares a las de la pantera nebulosa. Las bajas densidades de tigres y leopardos pueden haber influido movimientos de la pantera nebulosa y gato dorado asiático y distribuciones.

### Reproducción
Todas las observaciones son en cautiverio. Alcanza la madurez sexual entre los 18 y 24 meses de edad. Su periodo de gestación es de 80 días; la camada es usualmente de solo un cachorro.  Nacen en agujeros de troncos, cavidades rocosas, y posiblemente en agujeros cavados en el suelo. El pellejo del cachorro es grueso y ligeramente negro. Basado en el cautiverio, los machos tienen un rol activo en el cuidado de la cría.

## Mitología
En regiones de Tailandia, este gato es llamado seua fai ("tigre del fuego").  De acuerdo a la leyenda regional el fogueado del pelo del felino viene porque fue tigre antes. Comiendo su carne se cree en poseer el mismo efecto. La tribu Karen cree que el hecho de llevar una sola hebra de su pelo será suficiente. Mucha población cree que este felino es de mucha fiereza, pero en cautiverio es conocido por su extrema docilidad y tranquilidad.

## Subespecies y conservación
- Catopuma temminckii temminckii
- Catopuma temminckii dominicanorum
- Catopuma temminckii tristis

La población exacta se desconoce. Está listado en "CITES: Apendix I"  y de "Bajo Riesgo/Cerca de la Amenaza"  por IUCN.  Es cazado por su piel y, por sus huesos en medicina tradicional china. No obstante, el mayor riesgo para su supervivencia es la destrucción del hábitat. Hay muy pocos de estos felinos en zoos, y no se reproducen bien en cautiverio.

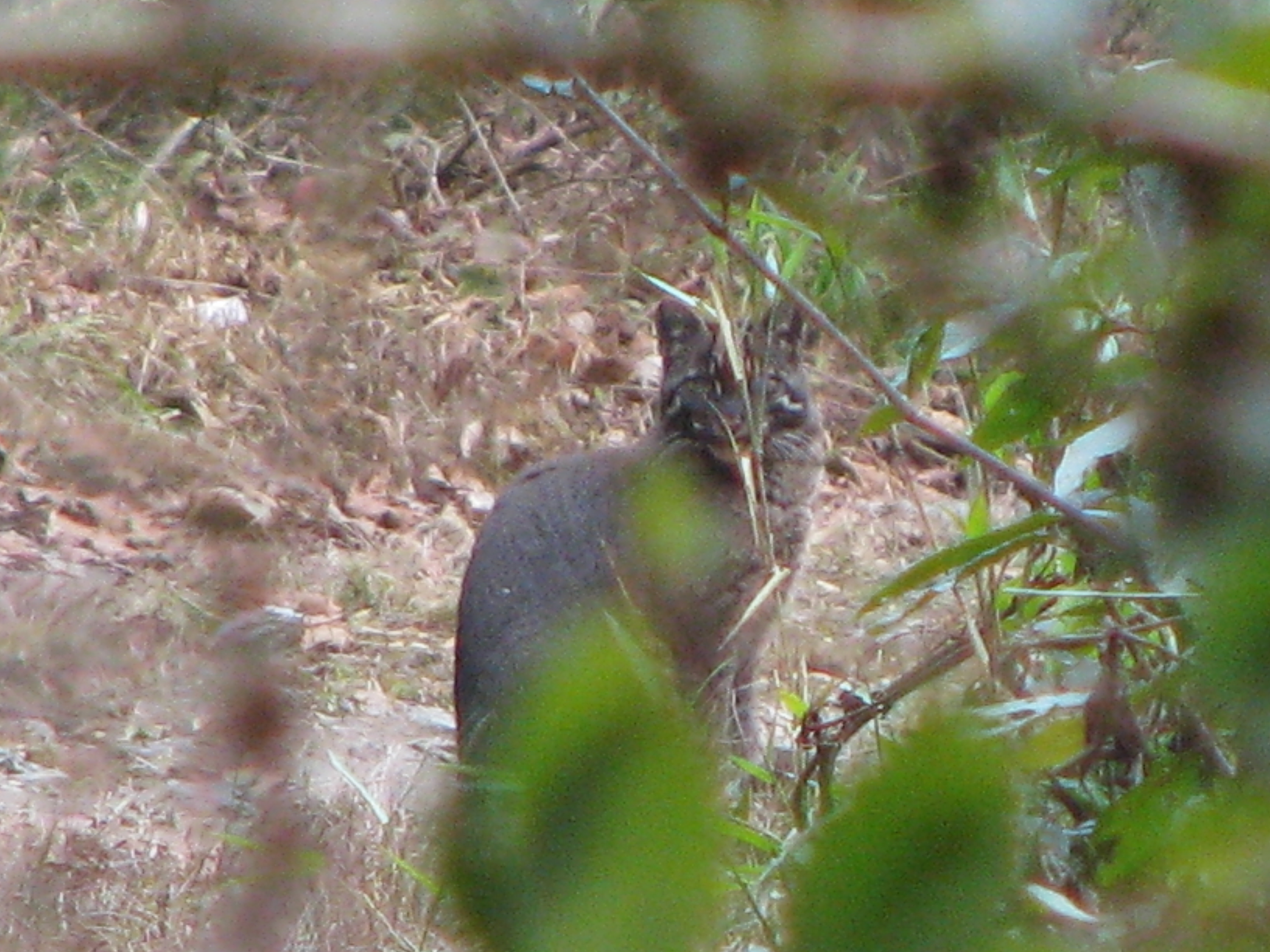
gato dorado
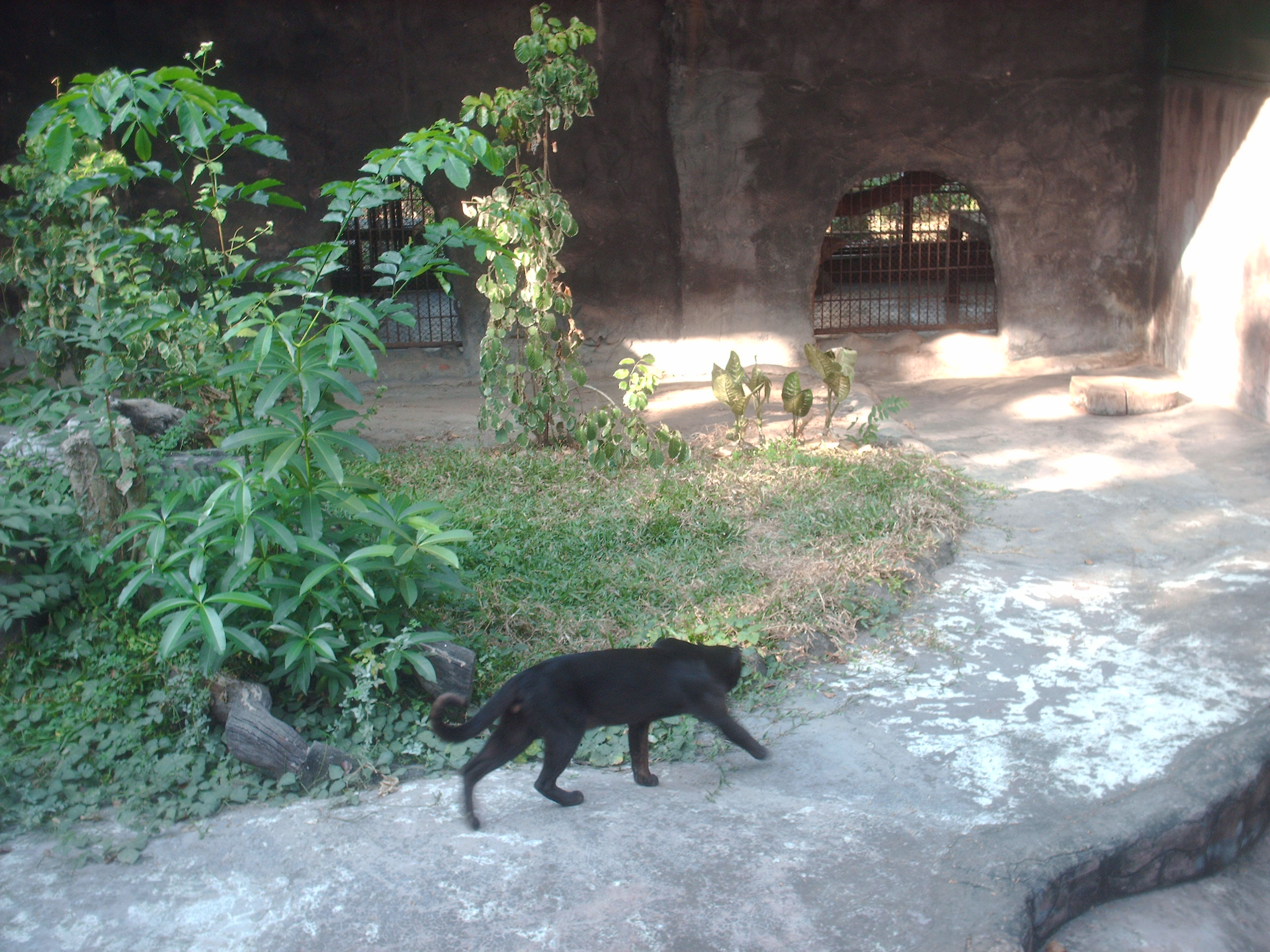
dirigiéndose a una casa
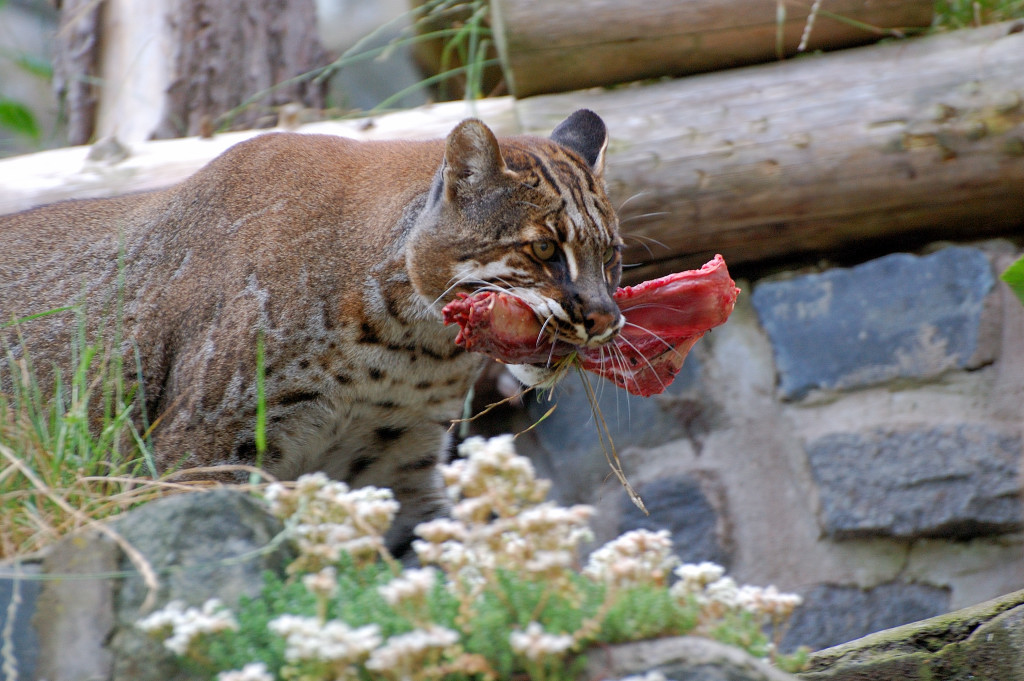
gato dorado asiático comiendo carne
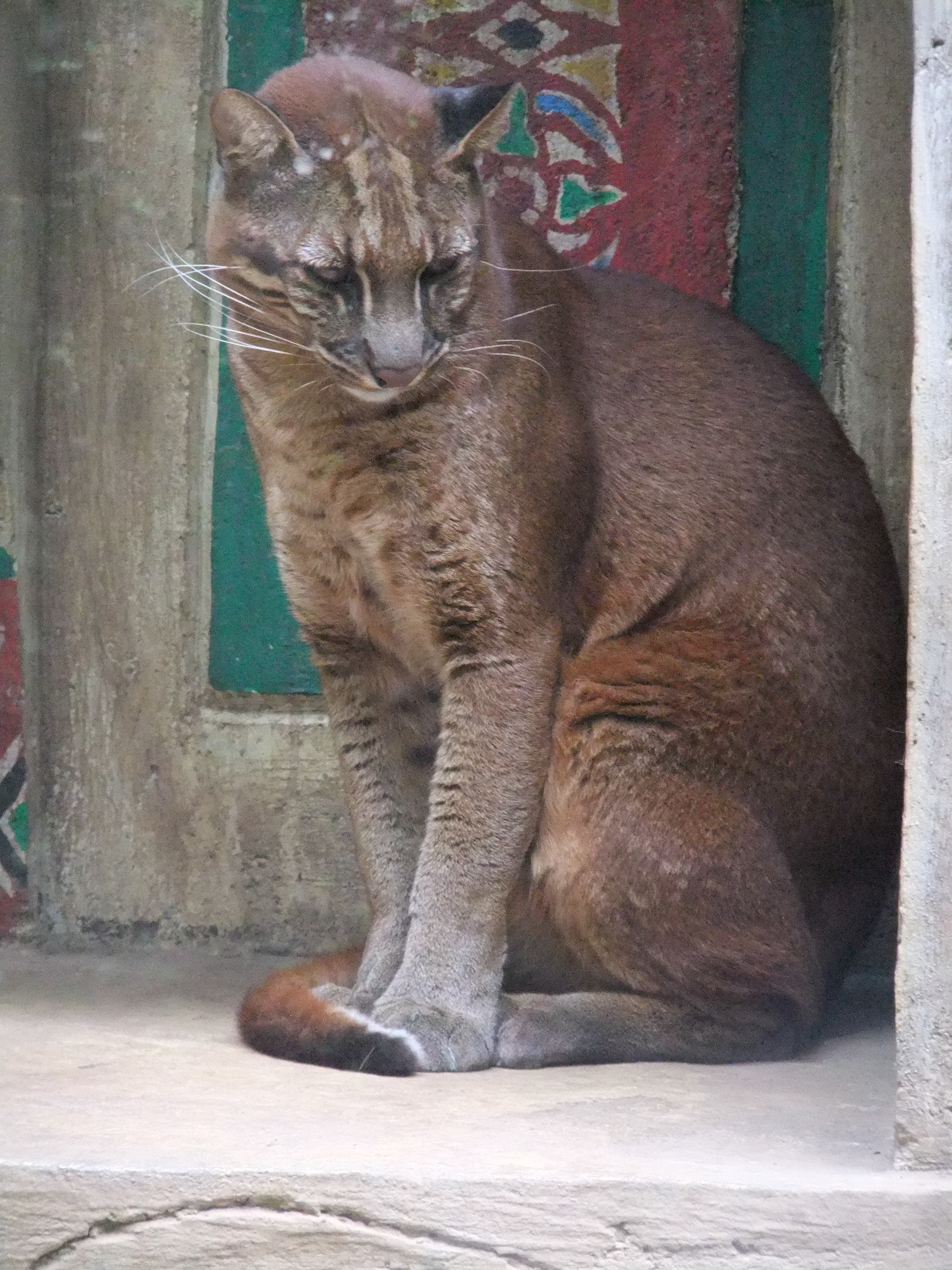
ubicado en casa de Vietnam